# Jason Wong
Jason Wong (Londen, 24 maart 1986) is een Brits acteur. Hij speelde in diverse films en series, waaronder Wrath of Man, Dungeons & Dragons: Honor Among Thieves en Alex Rider.

## Filmografie

### Film
- 2010: Rapture, als Kyou
- 2013: Redemption, als Chinese jongen
- 2014: Asylum, als Lim
- 2014: Jarhead 2: Field of Fire, als Li
- 2014: Panic, als Dao
- 2018: Solo: A Star Wars Story, als handhaver wapencontrole
- 2019: Intrigo: Dear Agner, als Benjamin Delgado
- 2019: The Gentlemen, als Phuc
- 2021: Wrath of Man, als FBI-agent Okey
- 2021: Swipe Right, als vriend
- 2022: The 355, als Stevens
- 2023: Dungeons & Dragons: Honor Among Thieves, als Dralas
- 2023: Guy Ritchie's The Covenant, als Joshua "JJ" Jung

### Televisie
- 2010: Spirit Warriors, als Howler
- 2012: Missing, als Fitzpatrick
- 2014: 24: Live Another Day, als agent McRoberts
- 2018: White Dragon, als Kai
- 2019: Chimerica, als Zhao
- 2021: Midsomer Murders, als Stephan Ashworth
- 2021: Silent Witness, als Dr. Adam Yuen
- 2023: Warrior, als Ming Yu
- 2024: Alex Rider, als Nile